# Pei Xiu
En aquest nom xinès, el cognom és Pei.

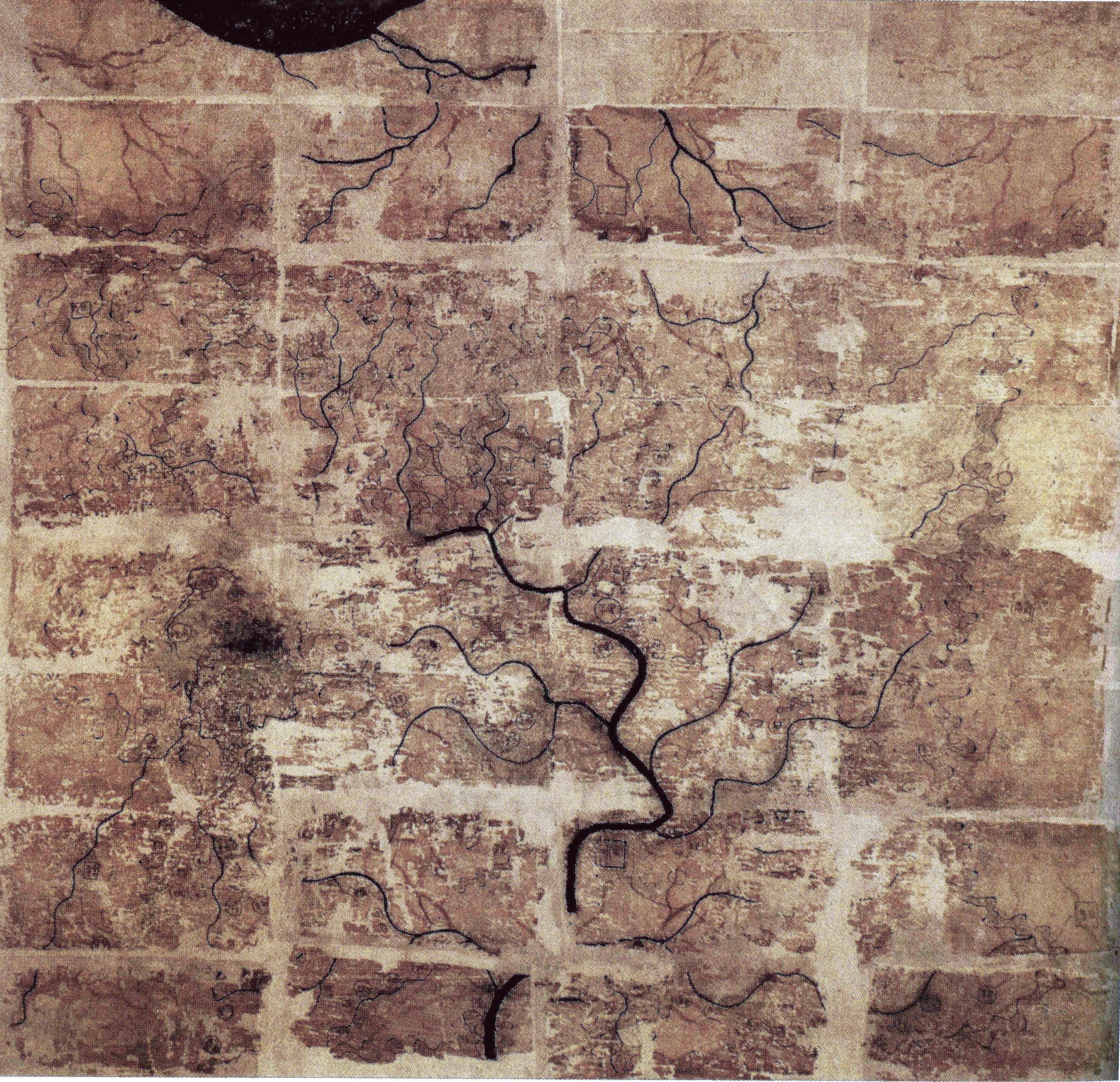
Un mapa de seda d'inicis de la Dinastia Han Occidental (202 aEC – 9 EC) trobat a la tomba 3 de Mawangdui. Representa el Regne de Changsha i el Regne de Nanyue a la Xina del sud (nota: la direcció del sud és orientada a la part de dalt, i el nord en la part inferior).

Pei Xiu (224–271), nom estilitzat Jiyan (季彥), va ser un ministre, geògraf, i cartògraf de l'estat de Cao Wei durant el període dels Tres Regnes de la història xinesa, com també de la posterior Dinastia Jin. Pei Xiu va guanyar-se la confiança de Sima Zhao, i participà en el sufocament del cop d'estat de Zhuge Dan. Després de la presa del tron per part de Sima Yan establint la nova Dinastia Jin, ell i Jia Chong van desposseir a Cao Huang de la seva posició per tal de complir amb la voluntat del cel. En l'any 267, Pei va ser nomenat com el Ministre d'Obres de la Dinastia Jin.
Pei Xiu esbossà i analitzà els avenços de la cartografia, la topografia i les matemàtiques fins al seu temps. Ell en va criticar els mapes de la dinastia Han Occidental per la seva falta de precisió i qualitat representant escales i amb distàncies mesurades, tot i que les excavacions i troballes arqueològiques del segle xx dels mapes evidencien de forma contrària l'anterioritat d'aquests al segle tercer abans de l'Era Comuna. També hi ha l'evidència que Zhang Heng (78–139 EC) va ser el primer a establir el sistema de coordenades de referència en la cartografia xinesa.